# Зеленушка-перепілка
Зеленушка-перепілка (Symphodus roissali) — вид риб родини Губаневі (Labridae). Сягає максимальної довжини 17,0 см. Морська солонуватоводна рифова риба, мешкає на глибинах 1-30 м.

## Ареал
Поширений у Східній Атлантиці від Гасконської затоки до Гібралтару; також у Середземному морі, включаючи Чорне і Мармурове. 